# Samuel Thomas von Sömmering
Samuel Thomas von Sömmering, również Soemmering (ur. 28 stycznia 1755 w Toruniu, zm. 1830 we Frankfurcie nad Menem) – niemiecki anatom, lekarz, fizyk.

## Życiorys
Urodził się 28 stycznia 1755 roku w Toruniu. Był synem miejscowego lekarza i córki toruńskiego pastora. Uczył się w Gimnazjum Akademickim. Ukończył studia w Getyndze. Był profesorem anatomii i fizjologii na uniwersytetach w: Moguncji (1784–1795), Frankfurcie nad Menem (1795–1804), Monachium (1804–1820). W 1820 roku osiadł na stale we Frankfurcie nad Menem, gdzie 2 marca 1830 roku zmarł.
Utrzymywał bliskie kontakty z Toruniem. Przyjaźnił się z przyrodnikiem Georgiem Forsterem i geologiem Fryderykiem Krzysztofem Kriesem. W 1827 roku zapisał Toruniowi część swoich zbiorów.
W 1868 roku w Toruniu przy Rynku Staromiejskim odsłonięto tablicę upamiętniającą Samuela Thomasa von Sömmeringa. Oryginalna tablica została zniszczona prawdopodobnie po I wojnie światowej. 28 czerwca 2003 roku, z okazji 25. rocznicy zawarcia umowy partnerskiej między Toruniem a Getyngą, odsłonięto jej replikę.

## Dorobek naukowy
Zasłynął dzięki pracom o anatomii człowieka. Odkrył m.in. plamkę żółtą w siatkówce. W 1795 roku zauważył związek między paleniem fajki a zachorowaniem na raka wargi. W 1796 roku opublikował traktat Ueber das Orgas der Seele (pol. O organie duszy). Zasugerował, że dusza mieści się w płynie mózgowo-rdzeniowym zawartym w neuronach. Stworzył pierwsze graficzne przedstawienie budowy żeńskiego szkieletu.
Interesował się również paleontologią, fizyką, astronomią i mechaniką, antropologią. Zajmował się m.in. badaniami szczątków krokodyla oraz skamieniałego „ptaka” (znanego obecnie jako pterodaktyl). Wynalazł telegraf galwaniczny. W 1811 roku stworzył pierwszy system telegraficzny w Bawarii.